# Juan Antonio Ros
Juan Antonio Ros Martínez (Cartagena, 15 marzo 1996) è un calciatore spagnolo, difensore del Tianjin Jinmen Hu.

## Carriera

### Club
Cresciuto nel settore giovanile del Barcellona, con cui vince una UEFA Youth League, nella stagione 2015-2016 totalizza 28 presenze e una rete con la seconda squadra dei blaugrana. Negli anni successivi gioca in Segunda División B con le maglie di Celta Vigo B, FC Cartagena e Villarreal B. Il 25 giugno 2021 viene acquistato dal Lugo, militante in Segunda División, firmando un contratto di durata biennale. Il 25 luglio 2022 viene ceduto all'Albacete, neopromosso in seconda divisione, legandosi con un contratto triennale.

### Nazionale
Ha giocato nella nazionale spagnola Under-17.

## Statistiche

### Presenze e reti nei club
Statistiche aggiornate al 22 aprile 2023.
| Stagione            | Squadra             | Campionato          | Campionato | Campionato | Coppe nazionali | Coppe nazionali | Coppe nazionali | Coppe continentali | Coppe continentali | Coppe continentali | Altre coppe | Altre coppe | Altre coppe | Totale | Totale |
| Stagione            | Squadra             | Comp                | Pres       | Reti       | Comp            | Pres            | Reti            | Comp               | Pres               | Reti               | Comp        | Pres        | Reti        | Pres   | Reti   |
| ------------------- | ------------------- | ------------------- | ---------- | ---------- | --------------- | --------------- | --------------- | ------------------ | ------------------ | ------------------ | ----------- | ----------- | ----------- | ------ | ------ |
| 2015-2016           | Barcellona B        | SDB                 | 28         | 1          |                 | -               | -               |                    | -                  | -                  |             | -           | -           | 28     | 1      |
| 2016-gen. 2017      | Celta Vigo B        | SDB                 | 8          | 0          |                 | -               | -               |                    | -                  | -                  |             | -           | -           | 8      | 0      |
| gen.-giu. 2017      | FC Cartagena        | SDB                 | 4+1        | 0          | CR              | -               | -               |                    | -                  | -                  |             | -           | -           | 5      | 0      |
| 2017-2018           | Celta Vigo B        | SDB                 | 30+4       | 1+0        |                 | -               | -               |                    | -                  | -                  |             | -           | -           | 34     | 1      |
| 2018-2019           | Celta Vigo B        | SDB                 | 37+2       | 0          |                 | -               | -               |                    | -                  | -                  |             | -           | -           | 39     | 0      |
| 2019-2020           | Celta Vigo B        | SDB                 | 22         | 0          |                 | -               | -               |                    | -                  | -                  |             | -           | -           | 22     | 0      |
| Totale Celta Vigo B | Totale Celta Vigo B | Totale Celta Vigo B | 97+6       | 1+0        |                 | -               | -               |                    | -                  | -                  |             | -           | -           | 103    | 1      |
| 2020-2021           | Villarreal B        | SDB                 | 15+4       | 0          |                 | -               | -               |                    | -                  | -                  |             | -           | -           | 19     | 0      |
| 2021-2022           | Lugo                | SD                  | 31         | 1          | CR              | 0               | 0               |                    | -                  | -                  |             | -           | -           | 31     | 1      |
| 2022-2023           | Albacete            | SD                  | 19         | 0          | CR              | 1               | 0               |                    | -                  | -                  |             | -           | -           | 20     | 0      |
| Totale carriera     | Totale carriera     | Totale carriera     | 205        | 3          |                 | 1               | 0               |                    | -                  | -                  |             | -           | -           | 206    | 3      |

## Palmarès

### Club

#### Competizioni giovanili
- UEFA Youth League: 1

Barcellona: 2013-2014